# Григур Бранкович
Гри́гур Ву́кович Бра́нкович (серб. Гргур Вуковић Бранковић, ум. 13 марта 1408) — сербский военачальник династии Бранковичи, старший сын Вука Бранковича и внук княза Лазаря.

## Биография
Участвовал в Косовской битве в отряде своего отца.
Стал вассалом султана Баязида I и с братом Юрием Бранковичем участвовал в битвах на стороне осман, а в битве у Анкары командовал отрядом и попад в монгольский плен, но был выкуплен братом Юрием.
После возвращения в Сербию отошел от политики и постригся в монахи, передав власть Юрию. Григур умер под монашеским именем Герасим в монастыре Хиландар 13 марта 1408 года.